# Jacques Hanegraaf
Jacobus Johannes Henricus (Jacques) Hanegraaf (Rijsbergen, 14 december 1960) is een Nederlands voormalig wielrenner, die prof werd in 1981. Direct in zijn eerste jaar werd hij Nederlands kampioen. Hij won de klassiekers Parijs-Brussel en de Amstel Gold Race en droeg in 1984 twee dagen de gele trui in de Ronde van Frankrijk. Hij won dat jaar bovendien het sprintklassement (rode trui) in de Tour. In 1985 werd hij wederom kampioen van Nederland. In 1992 moest Jacques Hanegraaf na een valpartij in Zwitserland voortijdig zijn carrière beëindigden. Tijdens een trainingsrit botste hij op een overstekend hert en brak daarbij enkele rugwervels. Pas na een lange tijd van revalidatie kon hij weer het gewone leven oppakken.
Na zijn actieve wielerloopbaan verzorgde hij de public relations van het Duitse Team Telekom. In 2000 was hij ploegleider bij de Farm Frites-wielerploeg en in 2003 manager van de nieuw geformeerde ploeg rondom kopman Jan Ullrich, Bianchi. 
Volgens Thomas Dekker zette Jacques Hanegraaf hem als zaakwaarnemer aan tot dopinggebruik, door hem in contact te brengen met dopingdokter Eufemiano Fuentes (wat door Hanegraaf ontkend wordt).

## Palmares
1981
- Nederlands kampioenschap wielrennen

1982
- GP Gippingen
- Parijs-Brussel

1983
- 1e en 3e etappe (b) Ster van Bessèges

1984
- Amstel Gold Race
- 3e etappe Ronde van Nederland
- Rode trui Ronde van Frankrijk

1985
- Nederlands kampioenschap wielrennen
- 4e etappe Ronde van Nederland

1988
- 6e etappe Kellogg's Tour of Britain

1992
- Veenendaal-Veenendaal

## Resultaten in voornaamste wedstrijden
| Jaar | Ronde van Italië | Ronde van Frankrijk | Ronde van Spanje |
| ---- | ---------------- | ------------------- | ---------------- |
| 1982 |                  |                     |                  |
| 1983 |                  |                     |                  |
| 1984 |                  | 101e                |                  |
| 1985 |                  |                     |                  |
| 1987 |                  |                     |                  |
| 1988 |                  | 119e                |                  |
| 1989 |                  | 129e                |                  |
| 1990 | opgave           |                     |                  |
| 1991 |                  |                     | buiten tijd      |
| 1992 |                  |                     |                  |
| 1993 |                  |                     |                  |

| Jaar | Milaan-San Remo | Gent-Wevelgem | Ronde van Vlaanderen | Parijs-Roubaix | Amstel Gold Race | Luik-Bast.‑Luik | Ronde van Lombardije | Parijs-Brussel | Omloop Het Volk |  | Wereldranglijsten |
| ---- | --------------- | ------------- | -------------------- | -------------- | ---------------- | --------------- | -------------------- | -------------- | --------------- |  | ----------------- |
| 1982 |                 |               | 34e                  |                |                  |                 | 32e                  | Goud           |                 |  |                   |
| 1983 |                 |               |                      |                | 4e               |                 |                      |                |                 |  |                   |
| 1984 |                 | 70e           | 11e                  | 7e             | ↑                | 37e             |                      | 18e            |                 |  | 21e (SPP)         |
| 1985 |                 | 8e            |                      |                | 23e              |                 |                      | 19e            | Zilver          |  |                   |
| 1987 |                 | 19e           | 62e                  |                |                  |                 |                      |                |                 |  |                   |
| 1988 |                 | 39e           |                      |                |                  |                 |                      | 27e            |                 |  |                   |
| 1989 | 88e             | 48e           |                      | 8e             |                  |                 |                      |                |                 |  | 69e (UWB)         |
| 1990 | 97e             | 82e           | 47e                  |                |                  |                 |                      | 66e            |                 |  |                   |
| 1991 |                 | 108e          |                      |                | 102e             |                 |                      | 91e            | 21e             |  |                   |
| 1992 | 121e            | 52e           | 97e                  | 26e            |                  |                 |                      | 73e            |                 |  |                   |
| 1993 |                 |               |                      |                |                  |                 |                      |                | 30e             |  |                   |

## Ploegen
- 1981-1983 TI-Raleigh
- 1984-1986 Kwantum Hallen-Yoko
- 1987-1988 Superconfex-Yoko
- 1988-1989 Toshiba
- 1989-1990 TVM
- 1991-1992 Panasonic - Sportlife
- 1993-1994 Telekom

## Trivia
- Jacques Hanegraaf heeft op de Katholiek Scholengemeenschap Etten-Leur (KSE) in Etten-Leur gezeten.